# Harjujärvi (sjö i Enare, Lappland, Finland)
Harjujärvi eller Tshorpjävri är en sjö i Finland. Den ligger i kommunen Enare i landskapet Lappland, i den norra delen av landet, 1 000 km norr om huvudstaden Helsingfors. Harjujärvi ligger 161,6 meter över havet. Arean är 56,4 hektar och strandlinjen är 6,11 kilometer lång. Sjön  ingår i Pasvik älvs huvudavrinningsområde. 